# Libertatea
Libertatea (rum. „Wolność”) – dziennik typu tabloid ukazujący się od 1989 w Bukareszcie. Prezentuje poglądy socjalistyczno-liberalne.
W 2005 roku „Libertatea” napisała, że pewne dziecko zostało nazwane imieniem portalu internetowego Yahoo (Lucian Yahoo Dragoman). O historii tej napisały, opierając się na rumuńskim tabloidzie, liczne gazety na całym świecie. Później jednak okazało się, że artykuł był wytworem wyobraźni jednego z reporterów pisma.